# Хо Ши Мин (град)
Град Хо Ши Мин (виј. Hồ Chí Minh), некада Сајгон (виј. Sài Gòn), је највећи град Вијетнама. У граду је према подацима из 2007. године живело око 6,35 милиона становника. Град се налази на обали реке Сајгон у делти Меконга, око 60 km од Јужнокинеског мора и 1760 km јужно од Ханоја, главног града Вијетнама.
Град је по имену Преј Нокор био главна лука Камбоџе, све док га у 17. веку нису преотели Вијетнамци. Град је био главни град Јужног Вијетнама од 1954. године до 1975. године, када га је заузео Северни Вијетнам и промењено му је име у Хо Ши Мин, по преминулом вођи Северног Вијетнама.

## Етимологија
Хо Ши Мин је током своје историје носио неколико различитих имена, одражавајући насељавање различитих етничких, културних и политичких група. Првобитно трговачки лучки град Кмерског царства био је познат као Преј Нокор (ព្រៃនគរ), и Камбоџанима је и данас познат као Преј Нокор. Временом, под контролом Вијетнамаца, званично је преименован у Гиа Дин (嘉定), што је име које се задржало до времена француског освајања током 1860-их, када је усвојено име Сај Гон, западњачки названо Сајгон, иако је град и даље био означен као 嘉定 на вијетнамским картама написаним у чу хану најмање до 1891.
Садашњи назив, Хо Ши Мин Сити, добио је након поновног уједињења 1976. у част Хо Ши Мина. Међутим, чак и данас, неформално име Сај Гон остаје у свакодневном говору како на домаћем тако и на међународном плану, посебно међу вијетнамском дијаспором. Међутим, постоји техничка разлика између ова два појма: Сај Гон се обично користи за означавање центра града у 1. округу и суседних подручја, док се Хо Ши Мин више односи на цео савремени град са свим његовим урбаним и руралним окрузима.

## Историја
Под именом Сајгон био је главни град француске колоније Кохинхина и касније независне државе Јужни Вијетнам у раздобљу од 1955. до 30. априла 1975. Године 1976. припојен је провинцији Гиа Ђин која га је окруживала те је добио службени назив Хо Ши Мин, по преминулом вођи Северног Вијетнама.
Овде се налази Музеј ратних остатака у Вијетнаму.

## Географија
Град је смештен на обалама реке Сајгон, удаљен 60 km од Јужног кинеског мора и 1760 km од главног града Ханоја.

### Клима
| Клима Хо Ши Мина на Тан Сон Нхат међународном аеродрому                                 | Клима Хо Ши Мина на Тан Сон Нхат међународном аеродрому | Клима Хо Ши Мина на Тан Сон Нхат међународном аеродрому | Клима Хо Ши Мина на Тан Сон Нхат међународном аеродрому | Клима Хо Ши Мина на Тан Сон Нхат међународном аеродрому | Клима Хо Ши Мина на Тан Сон Нхат међународном аеродрому | Клима Хо Ши Мина на Тан Сон Нхат међународном аеродрому | Клима Хо Ши Мина на Тан Сон Нхат међународном аеродрому | Клима Хо Ши Мина на Тан Сон Нхат међународном аеродрому | Клима Хо Ши Мина на Тан Сон Нхат међународном аеродрому | Клима Хо Ши Мина на Тан Сон Нхат међународном аеродрому | Клима Хо Ши Мина на Тан Сон Нхат међународном аеродрому | Клима Хо Ши Мина на Тан Сон Нхат међународном аеродрому | Клима Хо Ши Мина на Тан Сон Нхат међународном аеродрому |
| Показатељ \ Месец                                                                       | .Јан.                                                   | .Феб.                                                   | .Мар.                                                   | .Апр.                                                   | .Мај.                                                   | .Јун.                                                   | .Јул.                                                   | .Авг.                                                   | .Сеп.                                                   | .Окт.                                                   | .Нов.                                                   | .Дец.                                                   | .Год.                                                   |
| --------------------------------------------------------------------------------------- | ------------------------------------------------------- | ------------------------------------------------------- | ------------------------------------------------------- | ------------------------------------------------------- | ------------------------------------------------------- | ------------------------------------------------------- | ------------------------------------------------------- | ------------------------------------------------------- | ------------------------------------------------------- | ------------------------------------------------------- | ------------------------------------------------------- | ------------------------------------------------------- | ------------------------------------------------------- |
| Апсолутни максимум, °C (°F)                                                             | 36,4 (97,5)                                             | 38,7 (101,7)                                            | 39,4 (102,9)                                            | 40,0 (104)                                              | 39,0 (102,2)                                            | 37,5 (99,5)                                             | 35,2 (95,4)                                             | 35,0 (95)                                               | 35,3 (95,5)                                             | 34,9 (94,8)                                             | 35,0 (95)                                               | 36,3 (97,3)                                             | 40,0 (104)                                              |
| Максимум, °C (°F)                                                                       | 31,6 (88,9)                                             | 32,9 (91,2)                                             | 33,9 (93)                                               | 34,6 (94,3)                                             | 34,0 (93,2)                                             | 32,4 (90,3)                                             | 32,0 (89,6)                                             | 31,8 (89,2)                                             | 31,3 (88,3)                                             | 31,2 (88,2)                                             | 31,0 (87,8)                                             | 30,8 (87,4)                                             | 32,3 (90,1)                                             |
| Просек, °C (°F)                                                                         | 26,0 (78,8)                                             | 26,8 (80,2)                                             | 28,0 (82,4)                                             | 29,2 (84,6)                                             | 28,8 (83,8)                                             | 27,8 (82)                                               | 27,5 (81,5)                                             | 27,4 (81,3)                                             | 27,2 (81)                                               | 27,0 (80,6)                                             | 26,7 (80,1)                                             | 26,0 (78,8)                                             | 27,4 (81,3)                                             |
| Минимум, °C (°F)                                                                        | 21,1 (70)                                               | 22,5 (72,5)                                             | 24,4 (75,9)                                             | 25,8 (78,4)                                             | 25,2 (77,4)                                             | 24,6 (76,3)                                             | 24,3 (75,7)                                             | 24,3 (75,7)                                             | 24,4 (75,9)                                             | 23,9 (75)                                               | 22,8 (73)                                               | 21,4 (70,5)                                             | 23,7 (74,7)                                             |
| Апсолутни минимум, °C (°F)                                                              | 13,8 (56,8)                                             | 16,0 (60,8)                                             | 17,4 (63,3)                                             | 20,0 (68)                                               | 20,0 (68)                                               | 19,0 (66,2)                                             | 16,2 (61,2)                                             | 20,0 (68)                                               | 16,3 (61,3)                                             | 16,5 (61,7)                                             | 15,9 (60,6)                                             | 13,9 (57)                                               | 13,8 (56,8)                                             |
| Количина кише, mm (in)                                                                  | 13,8 (0,543)                                            | 4,1 (0,161)                                             | 10,5 (0,413)                                            | 50,4 (1,984)                                            | 218,4 (8,598)                                           | 311,7 (12,272)                                          | 293,7 (11,563)                                          | 269,8 (10,622)                                          | 327,1 (12,878)                                          | 266,7 (10,5)                                            | 116,5 (4,587)                                           | 48,3 (1,902)                                            | 1,931 (76,023)                                          |
| Дани са кишом                                                                           | 2,4                                                     | 1,0                                                     | 1,9                                                     | 5,4                                                     | 17,8                                                    | 19,0                                                    | 22,9                                                    | 22,4                                                    | 23,1                                                    | 20,9                                                    | 12,1                                                    | 6,7                                                     | 155,6                                                   |
| Релативна влажност, %                                                                   | 72                                                      | 70                                                      | 70                                                      | 72                                                      | 79                                                      | 82                                                      | 83                                                      | 83                                                      | 85                                                      | 84                                                      | 80                                                      | 77                                                      | 78                                                      |
| Сунчани сати — месечни просек                                                           | 245                                                     | 246                                                     | 272                                                     | 239                                                     | 195                                                     | 171                                                     | 180                                                     | 172                                                     | 162                                                     | 182                                                     | 200                                                     | 226                                                     | 2.490                                                   |
| Извор #1: Vietnam Institute for Building Science and Technology, Asian Development Bank |                                                         |                                                         |                                                         |                                                         |                                                         |                                                         |                                                         |                                                         |                                                         |                                                         |                                                         |                                                         |                                                         |
| Извор #2: World Meteorological Organization (rainfall)                                  |                                                         |                                                         |                                                         |                                                         |                                                         |                                                         |                                                         |                                                         |                                                         |                                                         |                                                         |                                                         |                                                         |

## Становништво
| 2004.     | 2009.     |
| --------- | --------- |
| 5.140.412 | 5.929.479 |

## Партнерски градови
- Сан Франциско
- Вијентијан
- Санкт Петербург
- Манила
- Тајпеј
- Шангај
- Севиља
- Кошице[18]